# Ozero Zabelskoje (sjö i Belarus)
Ozero Zabelskoje (ryska: Озеро Забельское) är en sjö i Belarus.   Den ligger i voblasten Vitsebsks voblast, i den norra delen av landet, 160 km nordost om huvudstaden Minsk. Ozero Zabelskoje ligger 131 meter över havet. Arean är 0,13 kvadratkilometer.  Den sträcker sig 1,0 kilometer i nord-sydlig riktning, och 0,4 kilometer i öst-västlig riktning.
Trakten runt Ozero Zabelskoje består till största delen av jordbruksmark. Runt Ozero Zabelskoje är det ganska glesbefolkat, med 28 invånare per kvadratkilometer.